# هالی نایت
هالی نایت (انگلیسی: Holly Knight) ترانه‌سرا، خواننده و موسیقی‌دان اهل ایالات متحده آمریکا و برندهٔ جایزه گرمی است.